# Eendracht FC Schoonbeek
Koninklijke Eendracht Football Club Schoonbeek was een Belgische voetbalclub in het gehucht Schoonbeek. De club was aangesloten bij de KBVB met stamnummer 5646. De club speelde haar volledige bestaan in de provinciale reeksen.

## Geschiedenis
In 1953 werd Eendracht Football Club Schoonbeek opgericht, men sloot zich aan bij de Belgische Voetbalbond, waar men stamnummer 5646 kreeg toegekend. Schoonbeek speelde haar volledige bestaan in de Limburgse provinciale reeksen. 
In 2003 bestond EFC Schoonbeek 50 jaar. Hierdoon voegde men het woord Koninklijke toe aan haar naam. 
KEFC Schoonbeek speelde enkele jaren voor de fusie in de hogere Limburgse provinciale reeksen. In het naburige Beverst speelde Koninklijke Wit-Ster Beverst. Zij waren doorheen de jaren afgezakt tot derde provinciale. KWS Beverst had enkele decennia eerder in derde klasse gespeeld. In 2010 besloot men samen te gaan met KWS Beverst. Beverst was bij de KBVB aangesloten met stamnummer 2727. De fusieclub werd Koninklijke Eendracht White Star Schoonbeek-Beverst genoemd (afgekort ook wel KEWS Schoonbeek Beverst) en speelde verder met stamnummer 2727 van Wit-Ster Beverst, weliswaar in Eerste Provinciale. Stamnummer 5646 van KEFC Schoonbeek verdween. De nieuwe clubkleur werd groen, met een witte ster op de borst in de uitrusting. De eerste ploeg ging spelen in Schoonbeek, de jongste jeugdploegen op de terreinen in Beverst.

## Resultaten
| Seizoen | Klasse | Klasse | Klasse | Klasse | Klasse | Klasse | Klasse | Klasse | Reeks                  | Punten | Opmerkingen |
| | I      | II     | III    | IV     | P.I    | P.II   | P.III  | P.IV   |                        |        |             |
| --- | ------ | ------ | ------ | ------ | ------ | ------ | ------ | ------ | ---------------------- | ------ | ----------- |
| 2004/05 |        |        |        |        |        | 10     |        |        | Tweede Prov. Limburg B | 38     |             |
| 2005/06 |        |        |        |        |        | 4      |        |        | Tweede Prov. Limburg B | 51     |             |
| 2006/07 |        |        |        |        |        | 5      |        |        | Tweede Prov. Limburg C | 48     |             |
| 2007/08 |        |        |        |        |        | 9      |        |        | Tweede Prov. Limburg B | 40     |             |
| 2008/09 |        |        |        |        |        | 2      |        |        | Tweede Prov. Limburg B | 61     |             |
| 2009/10 |        |        |        |        | 13     |        |        |        | Eerste Prov. Limburg   | 28     |             |
| In 2010 fuseerde men met Koninklijke Wit-Ster Beverst (KWS Beverst) om zo Koninklijke Eendracht White Star Schoonbeek-Beverst (KEWS Schoonbeek-Beverst) te vormen. De club nam Schoonbeeks plaats in eerste provinciale Limburg over. |        |        |        |        |        |        |        |        |                        |        |             |